# Clavus viduus
Clavus viduus là một loài ốc biển, là động vật thân mềm chân bụng sống ở biển trong họ Drilliidae.